# Ван Мойланд, Джо
Джозеф Энтони Бернейс (англ. Joseph Antony Bernays, псевдонимы Джо Ван Мойланд (англ. Joe Van Moyland), Джо Лин (англ. Joe Lean), род. 1983, Йорк, Норт-Йоркшир) — английский певец и актёр. Бывший фронтмен группы Joe Lean & The Jing Jang Jong и барабанщик группы The Pipettes.

## Биография
Он сыграл лорда Ингрэма в «Джейн Эйр» (2011), снялся в фильме Звёздные войны: Последние джедаи (2017), в мини-сериале «Немного за сорок» (2003), в фильме «Быть Стэнли Кубриком» и в роли известного композитора Томаса Таллиса в телевизионном сериале «Тюдоры» (2007).
Под псевдонимом Джо Лин был фронтменом группы Joe Lean & The Jing Jang Jong, выпустившей свой первый сингл в октябре 2007 года. Английский журнал NME прогнозировал им успех. Они оказались на седьмом месте в опросе BBC «Звук 2008 года». Однако, группа распалась до выпуска первого альбома.
До этого под псевдонимом Робин из Локсли он выступал в группе The Pipettes в качестве барабанщика.